# Megachile stoddardensis
Megachile stoddardensis är en biart som beskrevs av Mitchell 1957. Megachile stoddardensis ingår i släktet tapetserarbin, och familjen buksamlarbin. Inga underarter finns listade i Catalogue of Life.